# Heriaeus buffonopsis
Heriaeus buffonopsis là một loài nhện trong họ Thomisidae.
Loài này thuộc chi Heriaeus. Heriaeus buffonopsis được miêu tả năm 1983 bởi Loerbroks.